# Temporada de huracanes del Pacífico de 1995
La temporada de huracanes del Pacífico de 1995 fue la temporada menos activa desde la de 1979. De los once ciclones tropicales que se formaron durante la temporada, cuatro alcanzaron tierra, siendo el más famoso el Huracán Ismael, que mató al menos a 116 personas en México. El huracán más fuerte fue el Huracán Juliette, que en su punto más alto alcanzó vientos con una velocidad de 150 mph (240 km/h).
La temporada empezó oficialmente el 15 de mayo de 1995 en el Pacífico oriental y el 1 de junio de ese mismo año en el Pacífico central, manteniéndose hasta el 30 de noviembre de 1995. Estas fechas convencionalmente delimitan el periodo del año en que se forman la mayoría de los ciclones en el noroeste del océano Pacífico. Durante la temporada se generaron 11 ciclones tropicales de los cuales 10 degeneraron en tormentas tropicales. 7 de estas tormentas alcanzaron la categoría de huracán, de los cuales 3 alcanzaron la categoría de grandes huracanes. El número de tormentas tropicales fue muy inferior a la media, que se sitúa en 16, mientras que el número de huracanes y grandes huracanes se situó ligeramente por debajo de lo normal.

## Resumen de la temporada

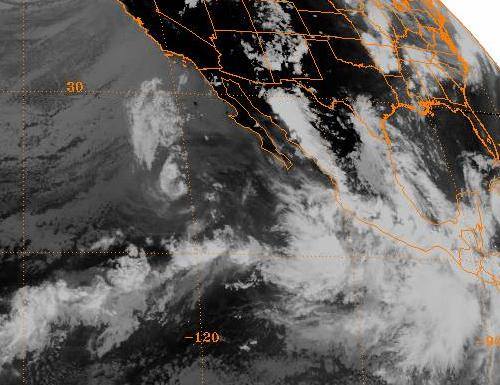
Depresión tropical Erick (a la izquierda) y tormenta tropical Flossie (centro inferior) el 7 de agosto de 1995.

La actividad de la temporada de 1995 fue inferior a lo normal, y marcó la primera de varias sesiones con actividad por debajo de la media, una tendencia que persistiría hasta la década siguiente. Cuatro ciclones tropicales afectaron a México: el primero, el Huracán Flossie, que pasó a 120 km de la costa de Baja California, produciendo vientos moderados y matando a 7 personas. Tras él, llegó la tormenta tropical Gil que trajo abundantes lluvias al sur de México pero que no causó daños; el Huracán Henriette tocó tierra cerca del Cabo San Lucas con vientos de 160 km/h, creando daños moderados pero sin muertes. Finalmente, el Huracán Ismael tocó el estado de Sinaloa como un pequeño huracán. En el mar, los pescadores fueron alcanzados por el huracán, ahogándose 57 personas. En tierra, Ismael destruyó miles de casas, dejando a 30 mil personas sin hogar y 59 muertos. Ambos huracanes, Flossie e Ismael, también produjeron daños localizados en el suroeste de Estados Unidos.
La actividad en el Pacífico Central también estuvo por debajo de lo normal. No se formó ninguna tormenta tropical, lo que no ocurría desde hacía cuatro años. Bárbara fue el único ciclón tropical que afectaría a esa cuenca, pero se formó en el Pacífico Oriental. Se convirtió en una depresión tropical y enseguida se disipó sin tocar tierra. Fue la menor actividad de la cuenca desde 1979, cuando la cuenca estuvo completamente en calma y no se formó ninguna tormenta.

## Tormentas
Once ciclones tropicales, incluyendo una depresión tropical que no llegó a convertirse en tormenta tropical, se desarrollaron durante la Temporada de huracanes del Pacífico Oriental en 1995.

### Depresión tropical Uno-E
Una onda tropical con dirección al oeste entró en el océano Pacífico. La convección se fue concentrando y organizando el 19 de mayo mientras que la ola se encontraba a escasa distancia del golfo de Tehuantepec. La baja convección se concentró alrededor de una circulación de bajo nivel y el sistema se convirtió en la Depresión Tropical Una-E el 21 de mayo, mientras se encontraba a 645 kilómetros al sur de Manzanillo, México. Inicialmente, se estimaba que la depresión se reforzaría y alcanzaría vientos de 90 km/h mientras se desplazaba hacia el oeste bajo la influencia de un sistema de altas presiones que se encontraba al norte. La tormenta ganó fuerza mientras se desplazó por una zona de aguas cálidas y dos clasificaciones satélites mostraron que el sistema tenía estatus de tormenta tropical nueve horas después de su formación. Pese al medio favorable y las clasificaciones de los satélites, que le daban estatus de tormenta tropical, la depresión no logró organizarse. La convención y organización continuó decreciendo, y el 23 de mayo la depresión se disipó.

### Huracán Adolph
Un área de disturbios asociada a una ola tropical se organizó al suroeste de la costa de México a mediados de junio. La circulación persistió en la zona nororiental de esta convección y el sistema se convirtió en la Depresión tropical Dos-E el 15 de junio. La depresión se movió lentamente hacia el norte y se organizó una convección profunda cerca de su centro. La depresión se convirtió en la Tormenta tropical Adolfo el 16 de junio. Localizada en un área de aguas cálidas, Adolfo exhibió una forma bastante visible, y se convirtió en huracán el 17 de junio creándose un ojo. El huracán Adolfo siguió hacia el noroeste y se convirtió en un gran huracán ese mismo día. El pequeño ojo del huracán siguió organizándose mientras que una baja convección se intensificaba alrededor del mismo y Adolfo alcanzó su cota máxima de 215 km/h el 18 de junio alcanzando la categoría 4 en la Escala Saffir-Simpson. Poco después la tormenta se debilitó, y el sistema se movió a aguas más frías. El 19 de junio Adolfo viró al oeste y se degeneró en una tormenta tropical el mismo día. El 20 de junio Adolfo comenzó a disiparse.
Mientras Adolfo se desplazaba al norte cerca de México, a unos 465 km de la costa, el gobierno mexicano envió alertas de ciclón tropical y puso un servicio de vigilancia del huracán y decretó la alerta desde Punta Tejupán hasta Cabo Corrientes.  Cuando la tormenta giró al noroeste y luego al oeste, el gobierno levantó el estado de alerta ya que se estimó que no alcanzaría tierra. El huracán no provocó daños mortales ni materiales.

### Huracán Bárbara
Unos pocos días después, el 24 de junio otra ola tropical se desplazó por la costa de África. Fue moviéndose en sentido oeste a través del océano Atlántico sin ningún desarrollo, entrando en el pacífico oriental el 5 de julio. En ese punto comenzó la convección y el sistema se organizó gradualmente. Se desarrolló una circulación mientras atravesaba un área de aguas cálidas y el sistema se convirtió en la Depresión Tropical Tres-E el 7 de julio mientras se encontraba 965 km) al sur de Manzanillo, Colima, México. Aunque los aguaceros externos se calentaron en las horas posteriores a la formación, la convección cerca del centro se profundizó y la depresión se convirtió en la Tormenta tropical Bárbara el 8 de julio. Bárbara se intensificó sin parar y se creó un ojo esa misma noche. Bárbara se convirtió en un huracán el 9 de julio mientras se encontraba a unos 1130 km al sur de la Península de Baja California.
Tras moverse en un área de aguas cálidas, Bárbara se intensificó rápidamente hasta alcanzar la categoría de grandes huracanes según la Escala de huracanes de Saffir-Simpson el 10 de julio. El ojo continuó organizándose y Bárbara alcanzó vientos de 215 km/h a finales del día 10. Tras mantener su intensidad durante 24 horas aumentó la Cizalladura del viento y el ojo dejó de ser visible desde los satélites. Tras debilitarse y alcanzar solo vientos de 185 km/h, Bárbara mantuvo su intensidad durante 30 horas, justo antes de introducirse en una zona de aguas muy cálidas. El 13 de julio el huracán se reorganizó y se creó un nuevo ojo y Bárbara alcanzó su punto máximo de vientos 225 km/h ese mismo día. Bárbara continuó desplazándose hacia el oeste y comenzó a debilitarse el 14 de julio cuando sobrevoló un área de aguas frías. El huracán degeneró en tormenta tropical el 16 de julio y un día después se convirtió en depresión tropical. Como depresión y con una ínfima convección cerca del centro, Bárbara continuó desplazándose al noroeste hasta que se disipó el 18 de julio a unos 1160 km al sureste de Hilo. Bárbara no causó daños materiales ni muertes.

### Huracán Cosme
Mientras Bárbara se alejaba de la tierra, otra área de disturbios se acercó a la costa de América Central el 11 de julio. Moviéndose hacia el oeste, esta área se organizó ligeramente, y se desarrolló en una circulación de bajo nivel el 15 de julio. La convenció se desarrolló en bandas de lluvia corta y según la clasificación de Dvorak alcanzó 55 km/h, el Centro Nacional de Huracanes estimó que el sistema se convertiría en la Depresión Tropical cuatro-E el 17 de julio mientras se encontraba 645 km al sur de la península de Baja California. Cuando la depresión se situó en un área de aguas cálidas, se previó que el sistema se convertiría en una tormenta tropical con vientos de 80 km/h.   Inicialmente, la depresión siguió las predicciones y se intensificó hasta convertirse en una tormenta tropicar unas 30 horas antes de convertirse en el Huracán Cosme. Se predijo que Cosme solo cogería fuerza ligeramente debido a que se acercaba a aguas frías.
El 18 de julio, al contrario de las predicciones Cosme se organizó bastante y se pudo ver una masa bien definida en las fotografías tomadas por los satélites. La tormenta siguió intensificándose y subsecuente al desarrollo fue la creación de un ojo. Cosme se convirtió en huracán el 19 de julio, mientras se encontraba a 615 km al suroeste de la península de Baja California. Tras mantenerse durante 18 horas con el estatus de huracán, Cosme se debilitó hasta convertirse en tormenta tropical el 20 de julio. La temperatura fría del agua deterioró la convección cerca del centro, con el resultado de que Cosme se convirtió enseguida en una depresión tropical el 21 de julio. Tras girar al suroeste, Cosme se disipó el 22 de julio. Nunca llegó a afectar al continente, y por lo tanto no causó ningún daño ni muertes. Sin embargo, la intensidad de la tormenta aún no ha sido aclarada; a finales del 18 de julio un barco a 70 millas al este de Cosme midió vientos de 27 km/h, mientras que una tormenta tropical normal produciría vientos de 80 km/h 110 km del centro.

### Tormenta tropical Dalila
Una ola tropical se desplazó desde la costa de África el 11 de julio. Se movió hacia el oeste y desarrolló rápidamente dos áreas de convección a lo largo del eje de la ola. Una de las olas casi se convierte en depresión tropical al desplazarse al noroeste, pero terminó por disiparse. El área meridional continuó hacia el oeste y el 21 de julio penetró en el océano Pacífico. Las tormentas eléctricas alrededor del eje se concentraron a pocos cientos de millas al sur del golfo de Tehuantepec, y el sistema se convirtió en la depresión tropical Cinco-E el 24 de julio mientras se encontraba a 800 km de Manzanillo, Colima, México.
Localizada en un área de corrientes suaves, la depresión tropical se desplazó hacia el noreste mientras la convección se mantuvo a 110 km al oeste de la circulación. Se reforzó ligeramente y el 25 de julio la depresión se intensificó hasta convertirse en la Tormenta tropical Dalila. La tormenta giró al noroeste y se mantuvo como una pequeña tormenta tropical hasta el 28 de julio cuando ganó fuerza. Un fuerte anticiclón se desarrolló al norte del sistema, provocando que Dalila se desplazara rápidamente hacia el noroeste. A finales del 28 de julio Dalila alcanzó su cota máxima con vientos de 105 km/h a unos 915 km del Cabo San Lucas. La tormenta se debilitó ligeramente mientras se movía progresivamente sobre aguas frías y el 1 de agosto degeneró en una depresión tropical. Dalila giró al suroeste y el sistema se disipó el 2 de agosto.

### Tormenta tropical Erick
El 17 de julio una ola tropical se generó en la costa de África y se movió al oeste. Un área de convección cerca de la ola se organizó ligeramente el 18 de julio, aunque disminuyó al día siguiente. Tras moverse a las Islas de Sotavento el 23 de julio, la convección aumentó. El sistema no se pudo organizar luego aunque la convección se fue desarrollando mientras entraba en el océano Pacífico el 27 de julio. La nubosidad y las tormentas eléctricas se consolidaron frente a las costas del sur de México y el 31 de julio se pudo aplicar la clasificación de Dvorak. Se desarrolló una circulación y el sistema se organizó convirtiéndose en la Depresión Tropical Seis-E el 1 de agosto mientras se encontraba a 835 km al sur de la península de Baja California.
Inicialmente, la depresión fue un pequeño sistema con vientos moderados. Se organizó lentamente y tras moverse hacia el sur durante veinticuatro horas, se desplazó al noroeste. Subsecuentemente a un aumento de la convección sobre el centro, la depresión se intensificó y se convirtió en la Tormenta Tropical Erick el 4 de agosto. Erick fue ganando fuerza gradualmente mientras se desplazaba al noroeste y alcanzó su cota máxima con vientos de 105 km/h el 5 de agosto mientras se encontraba a 1160 km al suroeste del Cabo San Lucas. Se estimó que la tormenta seguiría reforzándose hasta alcanzar el estatus de huracán pero esto no ocurrió. El área de altas presioes que había dirigido a Erick hacia el oeste se debilitó, y consecuentemente Erick giró al norte colocándose sobre aguas frías. Rápidamente se convirtió en una depresión tropical el 6 de agosto y, tras girar al este, se disipó definitivamente el 8 de agosto mientras se encontraba a 1130 km al suroeste de la península de Baja California. Erick no afectó al continente.

### Huracán Flossie
Una gran circulación en un área de bajas presiones se mantuvo en el Pacífico Oriental a la altura del trópico a principios de agosto. La gran circulación se desarrolló el 7 de agosto y la convección se concentró a pocos cientos de millas de Acapulco. Las bajas presiones persistieron por la región y sobre la base de esta organización el Servicio Nacional de Huracanes designó al sistema Depresión Tropical Siete-E, el 7 de agosto. Basado en informes de barcos cercanos, se estimó que la depresión se intensificaría y se convertiría en la Tormenta Tropical Flossie el 8 de agosto. La tormenta, en paralelo a la costa de México se movió hacia el noroeste a una velocidad de 8 millas por hora y se generó una convección muy baja alrededor de su centro. Se convirtió en huracán el 10 de agosto y justo después alcanzó su cota máxima de vientos de 80 millas por hora cuando se generó un punto cálido en su centro. Tras mantenerse en su cota máxima durante dieciocho horas y pasando a 75 millas de las costas de Baja California, Flossie se situó sobre aguas frías y se debilitó hasta volver a ser una tormenta tropical el 12 de agosto. La tormenta siguió debilitándose y el 14 de agosto se disipó.
El gobierno de México alertó sobre la tormenta tropical desde Punta Tejupán hasta Cabo Corrientes aunque se desconvocó poco después. Se creó un sistema de vigilancia y luego se envió una alerta de tormenta tropical para Baja California Sur al sur de La Paz, que más tarde se extendería a Loreto en la costa oriental y a San Juan Ixhuatepec en la costa occidental. La gran circulación del huracán Flossie produjo fuertes vientos y chubascos en la costa sur de México. En el Cabo San Lucas se informó de vientos de hasta 90 km/h, mientras que radios no oficiales de San José del Cabo informaron de vientos de 105 km/h. Siete personas murieron en México, incluyendo a dos que murieron ahogadas en el Cabo San Lucas. Los aguaceros exteriores de la tormenta llevaron lluvias de hasta 75 mm a Tucson, Arizona, provocando algunas inundaciones. Una mujer que conducía por una autopista inundada murió tras ser arrastrada a un pequeño cañón. Otros once motoristas fueron afectados por la inundación. La tormenta produjo vientos de hasta 122 km/h. Grandes porciones de Tucson se quedaron sin energía eléctrica, mientras que los fuertes vientos causaron algunos daños. Cayeron varios postes de luz y algunos tejados fueron levantados por el viento. Los daños de la tormenta en Arizona ascendieron a $5 millones (1995 USD, $6.6 millones 2006 USD), mientras que los daños en México, si existieron, son desconocidos.

### Tormenta tropical Gil
Un área de disturbios, posiblemente relacionada con una ola tropical persistió y se fue organizando gradualmente en el golfo de Tehuantepec. Una circulación se desarrolló dentro de esta baja convección y el sistema se desarrolló hasta formar la Depresión Tropical Siete-E el 19 de agosto mientras se encontraba a 185 km al sureste de Acapulco. Operacionalmente, no fue hasta 15 horas después que el Centro Nacional de Huracanes inició los estudios sobre el sistema. La depresión se movió hacia el oeste y se intensificó rápidamente hasta convertirse en una tormenta tropical. Un barco cercano confirmó la existencia de vientos de fuerza de tormenta tropical, y Gil alcanzó vientos 80 km/h a principios del 21 de agosto. Se predijo que Gil se convertiría en un huracán a los dos días de haberse convertido en tormenta tropical. Sin embargo, el viento contrario evitó un refuerzo.
El 22 de agosto, la masa nubosa de Gil comenzó a organizarse mejor, debido a la circulación de bajo nivel localizado en el noreste de la convección. Gradualmente la convección se desarrolló más cerca del centro. Después de que Gil girara al noroeste, la baja convecinos se organizó y creó un ojo, y alcanzó vientos de 95 km/h el 24 de agosto. Después de ese día, la tormenta alcanzó su cota máxima de 105 km/h mientras se localizaba a 610 km al suroeste de Baja California. Tras mantenerse en su cota durante 30 horas, Gil se movió sobre aguas frías y se debilitó convirtiéndose en una depresión tropical el 26 de agosto. La depresión giró al oeste y luego hacia el norte, disipándose el 27 de agosto mientras se encontraba a 1075 km al oeste del Cabo San Lucas. Mientras se encontraba cerca de México, Gil produjo fuertes lluvias en la zona costera. Sin embargo, no se produjeron daños materiales o muertes ocasionadas por culpa de la tormenta.

### Huracán Henriette
Una ola tropical surgió en la costa de África el 15 de agosto. Comenzó a dirigirse hacia el oeste y entró en el océano Pacífico oriental el 29 de agosto. El sistema se desarrolló rápidamente y el 1 de septiembre se convirtió en la Depresión Tropical Nueve-E mientras se encontraba a 270 km al suroeste de México. La depresión inicialmente se movió al noroeste, y poco después giró al noroeste. Bajo condiciones favorables, se reforzó ligeramente hasta convertirse en la Tormenta Tropical Henriette el 2 de septiembre mientras se encontraba a 350 km al oeste de Manzanillo, Colima. A última hora del día, la convección se juntó alrededor del centro de la circulación. Henriette se organizó rápidamente y se intensificó hasta convertirse en un huracán el 3 de septiembre mientras se encontraba a  235 km al suroeste de Puerto Vallarta en Jalisco. Tras alcanzar estatus de huracán, un modelo climatológico de ordenador predijo que Henriette continuaría moviéndose hacia el norte a través del golfo de California, girando luego hacia el noroeste.
A finales del 3 de septiembre un ojo comenzó a formarse en el centro de la convección mientras Henriette se movió hacia el noroeste. El ojo quedó más definido al día siguiente y Henriette alcanzó su cota máxima de 160 km/h cuando la porción septentrional del ojo se movió hacia el sur de la península de Baja California. El huracán cruzó rápidamente la punta de la península y se introdujo de nuevo en el océano Pacífico más debilitado con vientos de 135 km/h La convección se fue haciendo más débil conforme sobrevolaba aguas más frías, y el 6 de septiembre Henriette pasó a ser una depresión tropical. La tormenta giró al oeste y gradualmente se debilitó hasta que se disipó el 8 de septiembre.
El 22 de septiembre, pocas horas después de que Henriette se convirtiera en una tormenta tropical, el gobierno de México lanzó la alerta por ciclón tropical para Baja California, desde La Paz hacia el sur. A principios del día siguiente cambió para ser una vigilancia de huracán y dieciocho horas antes de que Henriette tocara tierra se impuso la alerta por huracán. A principios del 4 de septiembre, el aviso de huracán fue ampliado hacia el norte hasta los 25ºN. La existencia del Huracán Henriette obligó a un crucero de la línea Carnival Cruise Line a alterar su ruta. Originalmente iba a recalar en cuatro puertos mexicanos, pero el capitán giró el barco y el crucero se hizo por el sur de California. Muchos de los pasajeros demandaron por daños y perjuicios, para los cuales la línea ofreció descuentos en futuros cruceros y 40 dólares de crédito para el siguiente viaje. Los vientos de hasta 100 millas por hora llegaron al sur de Baja California y dejaron a la mayor parte de Cabo San Lucas sin agua y energía. 2.000 personas fueron directamente afectadas por el huracán. La fuerte tormenta produjo inundaciones y grandes daños en carreteras del estado. 800 personas fueron obligadas a salir de sus casas y hubo daños en los cultivos de trigo. Basado en los datos de las fotografías satélite se estima que habrían caído hasta 250 mm de lluvia. No hay estimaciones de daños y no se reportaron muertes.

### Huracán Ismael
El huracán Ismael se desarrolló a partir de un área de baja convección el 12 de septiembre y fue ganando fuerza mientras se movía hacia el noroeste. Ismael alcanzó la categoría de huracán el 14 de septiembre mientras se localizaba a 340 km de la costa de México. Continuó hacia el norte tras pasar a poca distancia de la parte este de Baja California Sur. Tocó tierra en Topolobampo en el estado de Sinaloa con vientos de 150 km/h. Ismael rápidamente se debilitó sobre tierra y se disipó el 16 de septiembre sobre el noroeste de México. Los remantentes entraron en Estados Unidos y llegaron hasta los Estados orientales.
En el mar, Ismael produjo olas de hasta 9 m. Cientos de pescadores no se encontraban preparados contra el huracán, que se esperaba que se moviera a menor velocidad, y omo resultado 52 barcos se hundieron y 57 pescadores fallecieron. El huracán destruyó miles de casas, dejando a 30 mil personas sin hogar. En tierra, Ismael causó la muerte de 59 personas en México y causó $26 millones en daños (1995 USD, $34.4 millones 2006 USD). Restos de la tormenta llegarona  Estados Unidos causando fuertes lluvias y daños moderados localizados en Nuevo México.

### Huracán Juliette
Una ola tropical surgió en la costa de África tras el Huracán Luis el 31 de agosto. El empuje de Luis impidió que la ola se desarrollada y continuó hasta el oeste hasta llegar al océano Pacífico oriental el 12 de septiembre. La convección creció al moverse hacia el golfo de Tehuantepec y la nubosidad se organizó suficientemente como para quedar recogida en la clasificación Dvorak el 15 de septiembre. Basándose en el desarrollo de la circulación baja, se predijo que el sistema formaría la Depresión Tropical Once-E el 16 de septiembre mientras se encontraba situada a 465 km al sur de Manzanillo, Colima. Debido a que la depresión tropical se movía sobre un área de aguas cálidas el Centro Nacional de Huracanes predijo que la depresión se intensificaría ligeramente hasta tener vientos de 110 km/h en las próximas 72 horas.
La depresión tropical era de tamaño pequeño con un diámetro de 95 a 185 km en su punto central. Moviéndose hacia el noroeste, la depresión se intensificó y se convirtió en una tormenta tropical el 17 de septiembre. Juliette se organizó rápidamente formándose varios aguaceros en la circulación. La tormenta se intensificó rápidamente y subsecuentemente se formó un ojo. Juliette alcanzó la categoría de huracán el 18 de septiembre 24 horas después de desarrollarse. El ojo se definió mientras el huracán se desplazaba al noroeste y el 19 de septiembre se alcanzó la categoría de grandes huracanes. Juliette paró la tendencia de intensificación el día 19 cuando giró al oeste y se reorganizó. El 20 de septiembre mientras se encontraba a 680 km al suroeste del Cabo San Lucas, alcanzó su cota máxima con vientos de 240 km/h, el ciclón tropical más fuerte de la temporada.
Tras mantenerse en su cota máxima de intensidad por menos de doce horas, Juliette comenzó a debilitarse debido a un ciclo de reemplazo en el ojo. Tras girar al noroeste, los vientos del huracán bajaron a 100 mph el 22 de septiembre y el ojo se contrajo hasta 65 km, y como resultado el huracán se reforzó hasta lograr vientos de 170 km/h. El movimiento de una zona de bajas presiones hacia el este hizo girar al huracán hacia el noreste situándose sobre aguas frías. Juliette se debilitó rápidamente y alcanzó la categoría de tormenta tropical el 24 de septiembre. La convección desapareció el 25 de septiembre y Juliette se disipó mientras se encontraba a 730 km al oeste de la península de Baja California.
Cuando los restos de Juliette giraron al noroeste, algunos modelos informáticos predijeron que continuaría hacia el noreste y pasaría por Baja California Sur. Como resultado, el gobierno de México lanzó una alerta de tormenta tropical como medida de precaución en algunas zonas del estado. Cuando la tormenta se debilitó rápidamente se canceló la alerta. Juliette se mantuvo lejos de las masas de tierra durante su existencia y no causó ni muertes ni daños materiales.

## Lista de energía acumulada por cada ciclón
| ACE (104 kt2) – Tormenta | ACE (104 kt2) – Tormenta | ACE (104 kt2) – Tormenta | ACE (104 kt2) – Tormenta | ACE (104 kt2) – Tormenta | ACE (104 kt2) – Tormenta |
| ------------------------ | ------------------------ | ------------------------ | ------------------------ | ------------------------ | ------------------------ |
| 1                        | 29.83                    | Barbara                  | 6                        | 5.20                     | Gil                      |
| 2                        | 26.53                    | Juliette                 | 7                        | 4.52                     | Dalila                   |
| 3                        | 10.68                    | Adolph                   | 8                        | 3.65                     | Cosme                    |
| 4                        | 7.93                     | Henriette                | 9                        | 3.55                     | Ismael                   |
| 5                        | 6.39                     | Flossie                  | 10                       | 1.92                     | Erick                    |

La tabla de la derecha muestra la energía de ciclón acumulada para cada tormenta de la temporada. El total de energía de la temporada de 1995 fue 100.2 x 104 kt2. La energía de ciclón acumulada es una medida de la fuerza de la tormenta multiplicada por el tiempo que existió, así que los huracanes que se mantienen más tiempo poseerán un nivel de energía mayor. 
Debido a que varias de las tormentas de la temporada duraron mucho tiempo o fuero intensas, el ACE de la temporada estuvo cerca de la media. El total de la temporada de 1995 fue el más bajo desde la Temporada de huracanes en el Pacífico 1981, debido a un perioro de inactividad en los siguientes años que solo fue sobrepasado por cuatro temporadas. El Huracán Bárbara tuvo el mayor índice de ACE de la temporada con un total de 29.83 x 104 kt2.

## Nombres de tormentas
Los siguientes nombres fueron usados para nombrar a las tormentas que se desarrollaron en la Temporada del Pacífico de 1995. Los nombres no fueron retirados de la lista y fueron usados de nuevo en la Temporada de huracanes en el Pacífico 2001. Esta fue la lista usada en la Temporada de huracanes en el Pacífico 1989. El nombre Dalila fue usado por primera vez en 1995; en la temporada de 1989 se usaba Dalilia, debido a un error en los documentos. El cambio de nombre se mantuvo. No se usaron nombres para el Pacífico Central; el primer nombre en usarse hubiera sido Oliwa. Los nombres que no fueron usados están marcados en gris.
| - Adolph - Barbara - Cosme - Dalila - Erick - Flossie - Gil - Henriette | - Ismael - Juliette - Kiko (sin usar) - Lorena (sin usar) - Manuel (sin usar) - Narda (sin usar) - Octave (sin usar) - Priscilla (sin usar) | - Raymond (sin usar) - Sonia (sin usar) - Tico (sin usar) - Velma (sin usar) - Wallis (sin usar) - Xina (sin usar) - York (sin usar) - Zelda (sin usar) |

### Retirada de nombre
La Organización Meteorológica Mundial retiró un nombre en la primavera de 1996: Ismael. Originalmente fue remplazado en la Temporada de huracanes del Pacífico de 2001 por Israel, pero por motivos políticos, debido a sus conexión con Israel y a la coincidencia de que el primer nombre de 2001 era Adolfo (posteriormente retirado por razones similares), fue cambiado a Ivo una vez comenzada la temporada, pero antes de que se llegara a la letra I en la lista.